# Elfi Eder
Elfriede "Elfi" Eder (sinh ngày 5 tháng 1 năm 1970 tại Leogang) là một cựu vận động viên trượt tuyết núi cao từ Áo.
Cô đại diện cho đảo Grenada ở Caribe từ năm 1998 đến 1999, trước đó đã từng thi đấu cho Áo.
Vận động viên trượt tuyết trên núi cao Sylvia Eder là chị gái của cô.

## Chiến thắng tại World Cup
| Ngày                      | Vị trí                      | Cuộc đua |
| ------------------------- | --------------------------- | -------- |
| 18 tháng 11 năm 1995      | liên_kết=\|viền Vail        | Slalom   |
| 17 tháng 12 năm 1995      | liên_kết=\|viền Thánh Anton | Slalom   |
| Ngày 30 tháng 12 năm 1995 | liên_kết=\|viền Bán kết     | Slalom   |